# Fauna Europaea
Fauna Europaea је база података научних имена и распрострањености свих живих вишећелијских европских копнених и водених животиња. Покретање сајта је првобитно финансијски помагала Европска унија (2000—2004). Пројектом координише Универзитет у Амстердаму односно Природословни универзитет у Берлину. Сајт је децембра 2016. године имао евидентираних око 235.000 имена таксона од којих је 180.000 било прихваћено.